# Sabotage (1952)
Sabotage (Originaltitel: Carson City) ist ein US-amerikanischer Western aus dem Jahr 1952 von André De Toth mit Randolph Scott in der Hauptrolle. Der Film wurde von Warner Bros. produziert.

## Handlung
Nevada in den 1870er Jahren. Eine Überfallserie auf Postkutschen, die Gold von der Comstock-Mine nach San Francisco transportieren, haben den Bankier William Sharon in finanzielle Bedrängnis gebracht. Die Bande wird als Champagner-Bande bezeichnet, weil sie den Passagieren und den Kutschern ein Champagner-Picknick bieten, während sie die Goldlieferungen plündern. Sharon kann Charles Crocker, Präsident der Central Pacific Railroad, überzeugen, eine Bahnstrecke durch die verlassene und bergige Gegend zwischen Carson City und Virginia City zu bauen. Man will den Ingenieur Jeff Kincaid mit dem Bauprojekt beauftragen, dafür muss er aber erst aus einem Gefängnis in San Francisco geholt werden, wo er wegen einer Kneipenschlägerei einsitzt.
Auf Kaution freigelassen reist Jeff nach Carson City, wo er seinen Halbbruder Alan nach zehn Jahren wiedertrifft. Auch seiner Freundin aus der Kindheit, Susan Mitchell, begegnet er wieder. Sowohl Alan als auch Susan arbeiten für Susans Vater Zeke, dem Herausgeber der Zeitung von Carson City. Zeke befürchtet, dass die Eisenbahn nicht nur Gutes in die Stadt bringen wird und verfasst, unterstützt vom Kutschenbetreiber Henry Dodson, Artikel gegen den Bau der Eisenbahn. Überraschenderweise sind auch einige Minenbetreiber wie Big Jack Davis gegen die Eisenbahn, der angibt, seinem alten Freund Dodson helfen zu wollen. Davis, der eigentliche Anführer der Bande, und sein Partner Jim Squires konnten bislang vertuschen, dass ihre Mine kein Gold mehr fördert. Während Jeff auf Ausrüstung wartet, lässt er seine Arbeiter mit den ersten Sprengungen beginnen. Der Zug mit der Ausrüstung wird jedoch von Squires und seinen als Minenarbeitern verkleideten Männern abgefangen, die einen Unfall vortäuschen, bei dem der Zug unkontrolliert einen Berg hinunterrollt und entgleist. Dabei wird die Ausrüstung zerstört und der Lokführer getötet.
Mit seinem Helfer Hardrock Haggerty will Jeff versuchen, einen Teil der Ausrüstung zu bergen. An der Unfallstelle bemerken sie eine Nachricht, die der sterbende Lokführer kurz vor seinem Tod in den Staub gekratzt hat: SOU. Zuerst kann dich niemand einen Reim darauf machen, bis Zeke die Idee hat, der Lokführer wollte Squires schreiben, konnte aber das Q nicht mehr vollenden. Seine Theorie will er mit Davis diskutieren, der ihn jedoch erschießt. In der Nacht schaffen Davis Männer die Leiche in die Redaktion, wo Susan sie am nächsten Morgen findet. In Susan, Alan und anderen Einwohnern entsteht der Verdacht, dass Zeke auf Grund seiner Artikel gegen die Eisenbahn ermordet wurde. Als man den Eisenbahnarbeitern im Saloon die Bedienung verweigert, entbrennt eine Schlägerei, die von Jeff beendet wird. Alan führt indessen Zekes Arbeit weiter und opponiert gegen den Eisenbahnbau. Seine Eifersucht auf Susans Interesse an Jeff und Zekes Tod bringen ihn dazu, in seinen Artikeln zu behaupten, die Eisenbahnarbeiter würden die Einwohner Carson Citys terrorisieren. Als Susan Alans Heiratsantrag ablehnt, verwandelt sich dessen Eifersucht in Hass. Jeff und einige seiner Männer werden durch einen Erdrutsch in einem begonnenen Tunnel verschüttet. Alan weigert sich, Hilfe zu leisten. Hardrock kann mit Susans Hilfe einige Einwohner dazu bringen, die Verschütteten zu befreien. Jeff und Hardrock erkennen, dass der Erdrutsch durch eine Sprengung absichtlich herbeigeführt wurde.
Kurz vor Abschluss der Bauarbeiten ist Davis seine Niederlage klar geworden. Er will noch einen großen Überfall durchziehen. Der erste Zug von Carson City nach Virginia City führt eine sehr große Goldladung mit sich, da die Minenbesitzer bis zum Abschluss des Baus mit den Lieferungen abgewartet haben. Vertreter beider Städte sind an Bord des Zuges, Alan und Susan sind als Reporter dabei. Als der Zug den Bahnhof verlässt, erfährt Jeff von Dodson, dass Davis kein Gold mehr liefern konnte. Jeff eilt zu Davis Mine und findet sie verlassen vor. Überall liegen Champagnerflaschen herum. Er kann einen Aufseher gefangen nehmen, der Davis Pläne verrät. Der Zug ist in der Zwischenzeit auf dem Rückweg nach Carson City. Auch Alan und Susan haben von Davis Plan erfahren. Davis lässt den Zug von seinen Männern stoppen. Gerade rechtzeitig erscheint Jeff mit seinen Arbeitern, es kommt zu einem großen Kampf. Davis und Squires können mit dem Gold fliehen. Um nicht teilen zu müssen, erschießt Davis seinen Partner. Alan und Jeff haben die Verfolgung aufgenommen, wobei Alan Jeff das Leben rettet und selbst erschossen wird. Jeff kann Davis stellen und töten, die Überlebenden der Bande werden von Jeffs Männern gefangen genommen.
Während seiner Flitterwochen mit Susan erhält Jeff von Sharon und Crocker das Angebot, die Bauarbeiten einer Eisenbahnstrecke von Carson City nach Reno zu leiten.

## Produktion

### Hintergrund
Gedreht wurde der Film von Mitte Juli bis Anfang September 1951 auf der Iverson Movie Ranch in Chatsworth und im Bronson Canyon.
Der Film ist die erste im WarnerColor-Verfahren gefilmte Produktion. Der Film Der König der Wildnis entstand später, wurde aber früher veröffentlicht.

### Stab
Marjorie Best war für das Kostümbild zuständig. Russ Saunders arbeitete als Regieassistent, Ellsworth Fredericks als Kameraführer. Das Orchester wurde von Sidney Cutner und Leo Shuken geleitet.

### Besetzung
In kleinen nicht im Abspann erwähnten Nebenrollen traten Iris Adrian, Joe Brooks, George Eldredge und House Peters Jr. auf.

## Synchronisation
| Rolle             | Schauspieler     | Deutscher Synchronsprecher |
| ----------------- | ---------------- | -------------------------- |
| Jeff Kincaid      | Randolph Scott   | Ernst Wilhelm Borchert     |
| Big Jack Davis    | Raymond Massey   | Fritz Tillmann             |
| Alan Kincaid      | Richard Webb     | Paul Edwin Roth            |
| Jim Squires       | James Millican   | Paul Wagner                |
| William Sharon    | Larry Keating    | Hans Nielsen               |
| Henry Dodson      | George Cleveland | Erich Dunskus              |
| Hardrock Haggerty | William Haade    | Hans Emons                 |
| Zeke Mitchell     | Don Beddoe       | Alfred Balthoff            |
| Charles Crocker   | Thurston Hall    | Walter Werner              |
| Henry             | Vince Barnett    | Walter Bluhm               |
| Ben Roberts       | Charles Evans    | Gert Günther Hoffmann      |

Anmerkung: Die kursiv geschriebenen Namen sind Rollen und Darsteller, die nicht im Abspann erwähnt wurden.

## Veröffentlichung
Die Premiere des Films fand am 13. Juni 1952 in New York statt. In der Bundesrepublik Deutschland kam er am 27. Februar 1953 in die Kinos, in Österreich im April 1953.

## Kritiken
Der Filmkritiken-Aggregator Rotten Tomatoes hat in einer Auswertung ein Publikumsergebnis von 38 Prozent positiver Bewertungen ermittelt.
Das Lexikon des internationalen Films schrieb: „Einfältiger, mäßig gespielter Serienwestern mit üblichem Gut-Böse-Schema.“
Die Filmzeitschrift Cinema befand: „Witzige und actionreiche Momente heben den Western in die Mittelklasse. Die Produktionsfirma Warner Brothers setzte hier erstmals ihr neues Farbsystem ein. Es lässt den Film weitaus brillanter erscheinen, als er tatsächlich ist. Fazit: Routine-Western in neuem Farbglanz.“
Der Kritiker des TV Guide sah einen gut gefertigten Western, der keine Ausnahme in Tempo und Produktionswert sei zu den Western, mit denen De Toth sonst glänze. Die Farbwerte des Films seien nicht immer einheitlich.